# Börta Per Holländers
Börta Per Holländers eller Börta Petter Hollenders, död okänt år (efter 1672), var en svensk kvinna som anklagades för trolldom i Bohuslän under det stora oväsendet. 
Börta Petter Hollenders var änka och bosatt på eget litet torp på Käringön. Hon angavs för häxeri av Glanan, Iver i Staxäng och Elin i Staxäng. Hon var sedan länge beryktad för trolldom. Börta Cornelius uppgav att Hollenders hade närvarat på två häxsabbater, och att hon fått besök av en person i sin cell som bett henne ta tillbaka sitt vittnesmål. Hon nekade till anklagelserna. Hon gick med på att undergå vattenprovet på villkor att det utfördes av hennes egen dotter och misslyckades genom att hon "flutit som ett trä". Två vittnen påstod: 
"Haver Ingerwald Gevaldigers tjänare, och Biörn, bevittnat sig känt en gräseligt stark lukt i Börtas stuga om natten, och när hennes piga läste upp dörren, då satt där 4 st. svarta katter, som revos, och strax foro sin kos. Varav Ingerwald strax fick ont. Vilket allt fullo giver starka präsumtioner till Börtas brottslighet uti trolldom."
Detta vittnesmål ansågs dock inte tillräckligt för en fällande dom, och inget mer graverande inkom mot henne. Hon vidhöll också sitt nekande. 
Den 10 och 11 november 1671 handlade hovrätten den tredje bohuslänska trolldomskommissionens domar i södra Bohuslän. Vid detta tillfälle dömdes Per Mattsson, Rangela i Lysbo, Helga i Pilanda, Börta Cornelius, Ingrid Jutes, Ingri Dinnes (död före avrättningen), Kerstin Sven Snickars, Helga i Halltorp, Börta Pers och Malin Ruths till döden; medan Börta Pedér Holländares, Cidsela Per Ruths och Ingeborg Kjell Arnesons dömdes till att föras till avrättningsplatsen under förespegling att de skulle dö; men i själva verket skulle de endast avrättas om de på avrättningsplatsen slutligen erkände sig skyldiga, medan de annars skulle frikännas eller (i Börtas fall) endast landsförvisas.
I en rapport om avrättningarna till hovrätten från 4 mars 1672 noterades att Börta Per Holländers fortsatte att neka på avrättningsplatsen och därför enligt domen hade förvisats från landet.